# Dalmeny House

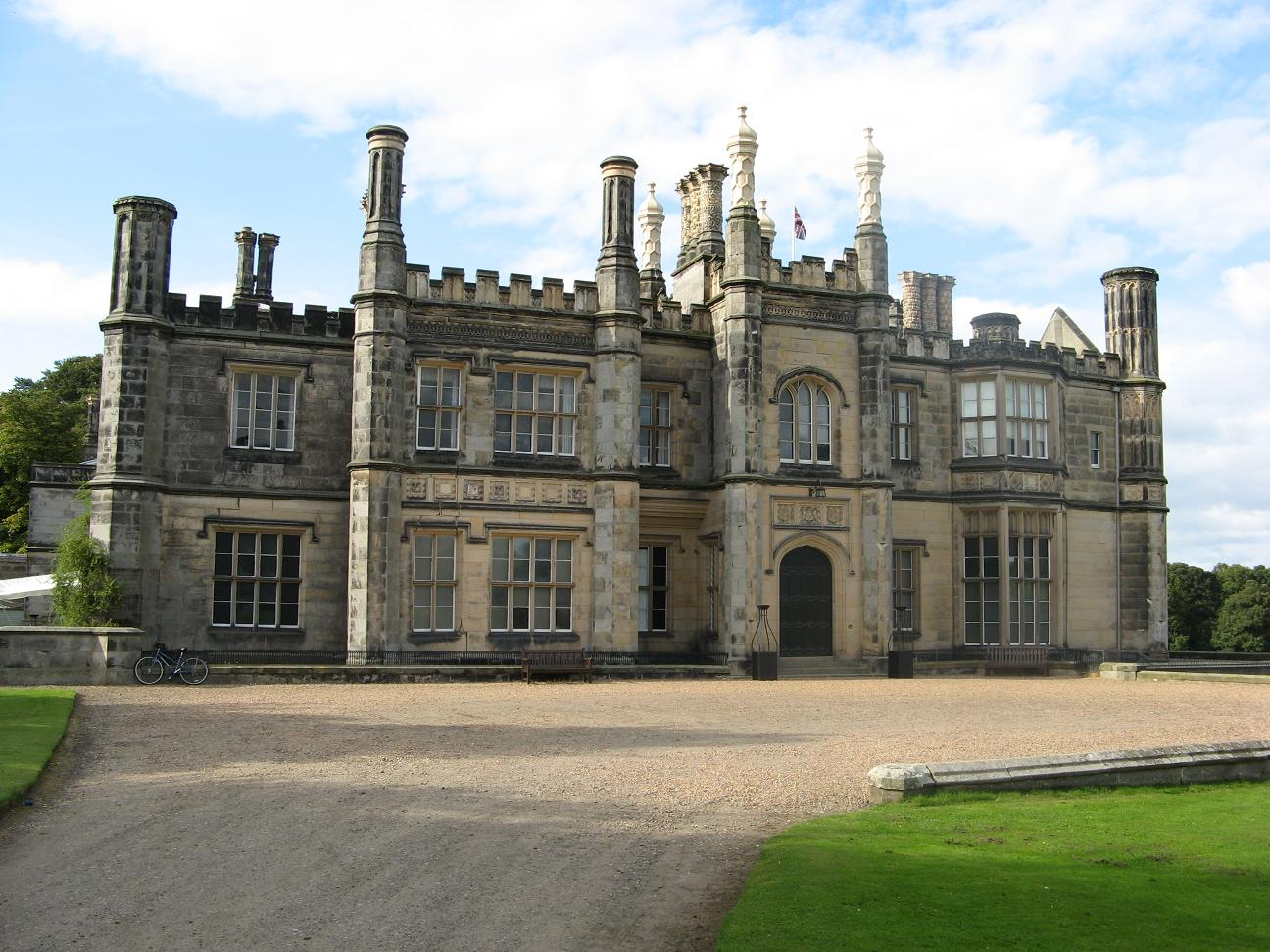
Dalmeny House, Südseite

Das im Jahr 1817 erbaute Dalmeny House war das erste Gebäude Schottlands im Stil der Tudorgotik und gehört zur Kategorie A denkmalgeschützter Gebäude. Das Herrenhaus liegt östlich von South Queensferry am Südufer des Firth of Forth. Es wurde vom englischen Architekten William Wilkins im Jahr 1815 entworfen und 1817 fertiggestellt. Dalmeny befindet sich heute in Privatbesitz, ist aber in den Sommermonaten der Öffentlichkeit zugänglich.

## Geschichte
Im 13. Jahrhundert befand sich das Gut im Besitz der Familie Mowbray, die dort bereits das Barnbougle Castle errichtete. Das Anwesen wurde 1662 von Sir Archibald Primrose erworben, dessen Sohn 1703 zum Earl of Rosebery ernannt wurde. 1774 beauftragte Neil Primrose, der 3. Earl of Rosebery, Robert Adam mit der Gestaltung eines neuen Hauses in Barnbougle, zu dem es 1788 erste Entwürfe gab. Der Earl konzentrierte sich jedoch auf das Landgut, indem er einen Wald anpflanzte und einen ummauerten Garten baute. Der Sohn des 3. Earls, gab Anfang des 19. Jahrhunderts weitere Pläne in Auftrag: 1805 an William Atkinson und 1808 an William Burn. Die Umsetzung blieb jedoch aus und verzögerte sich bis sich 1814 der 4. Earl of Rosebery die Planung in seine Hände nahm. Er wandte er sich an Jeffrey Wyatt, der ein Haus im Tudor Gothic-Design entwarf. Lord Rosebery stimmte dieser Gestaltung zu, wollte aber William Wilkins als Architekten einstellen, den er persönlich aus seiner Cambridgezeit kannte. Dieser willigte ein und setzte den Neubau des Herrenhauses bis 1817 um. Bereits 1812 wurde die Landschaft um das Haus herum angelegt und nach Entwürfen von Thomas White Jr. gestaltete.
Das Haus wurde 1927 von Königin Mary und ihrer Tochter Prinzessin Mary besucht.
Dalmeny wurde während des Zweiten Weltkriegs durch ein Feuer beschädigt, wurde jedoch fachgerecht restauriert und ist, dank der Begeisterung des 6. Earl und auch der Countess, als Veranstaltungsort in die Konzeption des Edinburgh Festivals integriert. Heute ist Dalmeny die Heimat der Grafen von Rosebery und seit 1979 auch der Öffentlichkeit zugänglich.
1987 wurden die Außenanlagen in das Inventory of Gardens and Designed Landscapes in Scotland aufgenommen.

## Inneneinrichtung
Im Gegensatz zum Außenbereich sind die meisten Haupträume im Regency-Stil gehalten, mit Ausnahme des Hammerschlagdachs der Halle. Das Haus enthält viele Gemälde und Möbelstücke aus den Sammlungen Rosebery und Rothschild, die aus der Ehe von Archibald Primrose, 5. Earl of Rosebery 1878 mit Hannah, einzige Tochter und Erbin von Baron Mayer Amschel de Rothschild, resultieren. Ein Großteil der französischen Möbel und Porzellan stammte aus dem englischen Herrenhaus der Familie Mentmore in Buckinghamshire, nach dessen Verkauf 1977. Dalmeny besitzt auch eine der größten Sammlungen napoleonischer Erinnerungsstücke in Großbritannien, darunter Gemälde des Kaisers, von ihm verwendete Möbel und andere Trophäen, wie beispielsweise der Wahlstuhl des Duke of Wellington.

## Außenbereich
Das Haus steht in einem großen bewaldeten Park und bietet einen Blick über den Firth of Forth. Ein öffentlicher Weg verläuft entlang der Küste von Queens im Westen und Cramond im Osten. Die  Fähre über den Fluss Almond, die den Weg zum Dorf Cramond verbinden ist seit 2000 nicht in Betrieb. Der immer noch bestehende, traditionelle landwirtschaftliche Betrieb wird von Pächtern gewährleistet.

## Filmkulisse
Das Gebäude diente als Drehort für den Film A Castle for Christmas.